# Phasianella
Phasianella is een geslacht van weekdieren uit de klasse van de Gastropoda (slakken).

## Soorten
- Phasianella australis (Gmelin, 1791)
- Phasianella nivosa Reeve, 1862
- Phasianella solida (Born, 1778)
- Phasianella ventricosa Swainson, 1822